# レイアウト (鉄道模型)

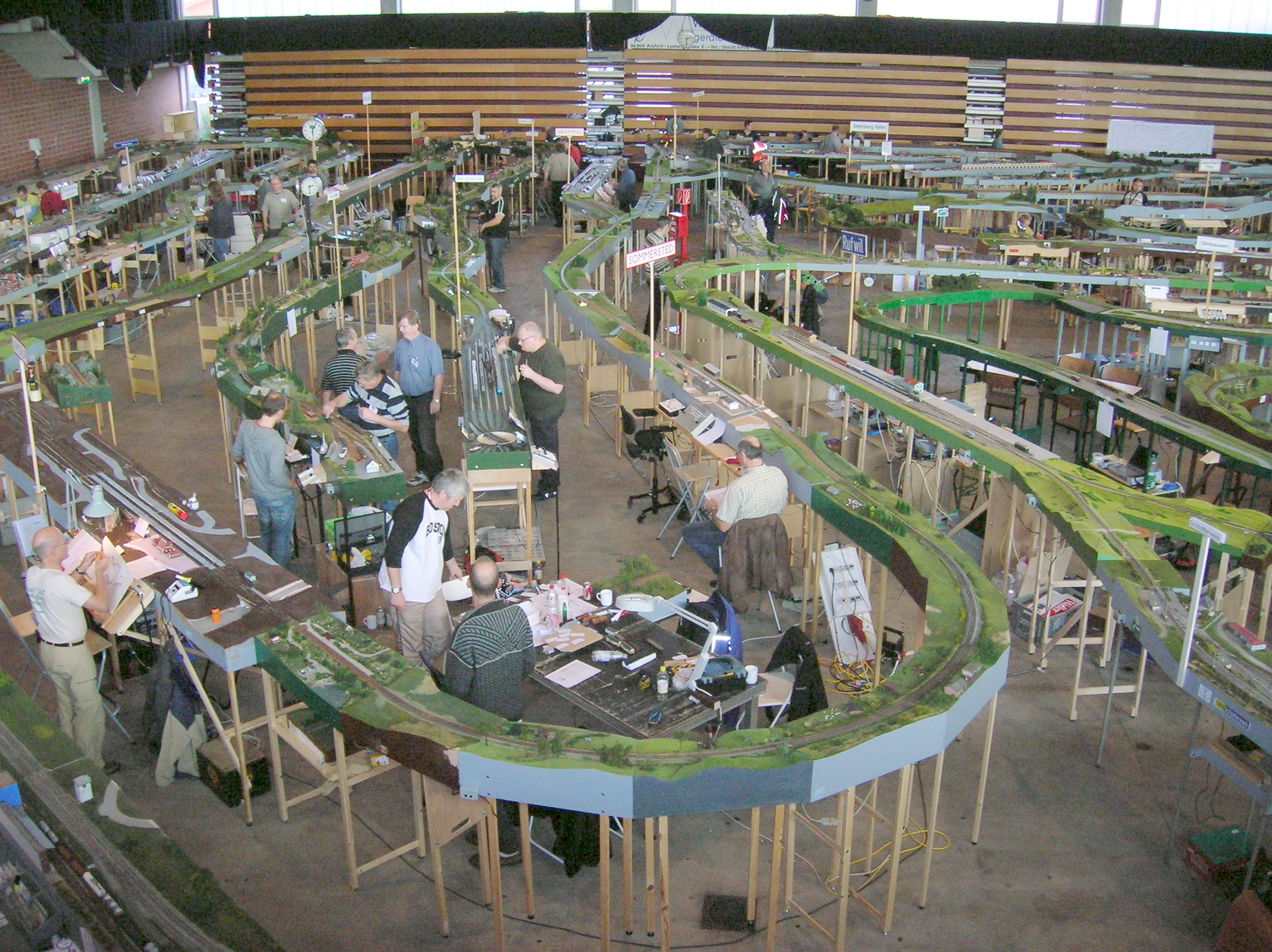
集合式レイアウトの一例

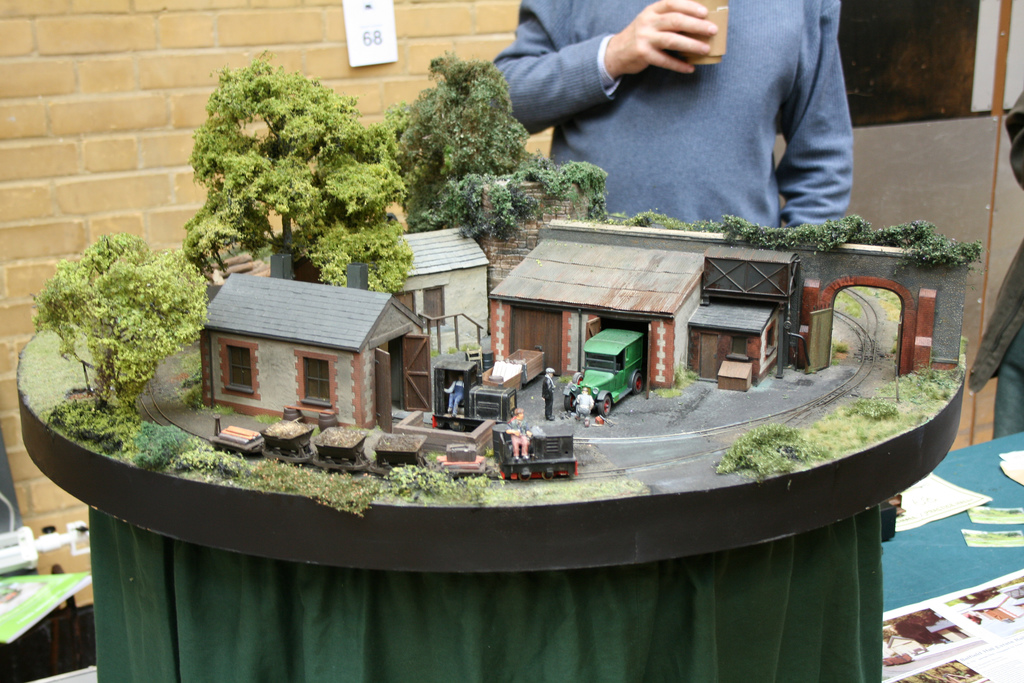
移動式レイアウトの一例

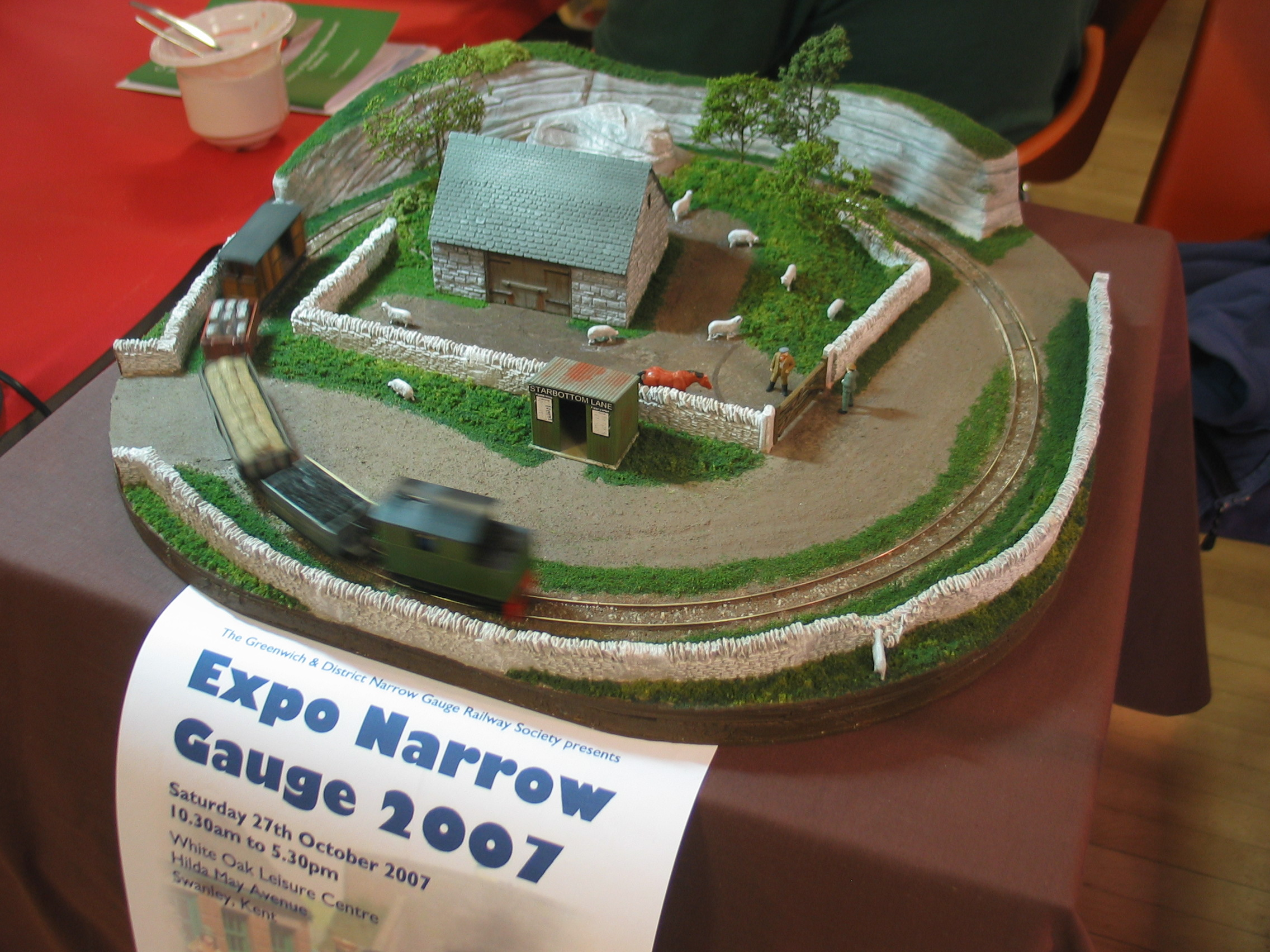
特に小さい円形のものはピザレイアウトとも呼ばれる。

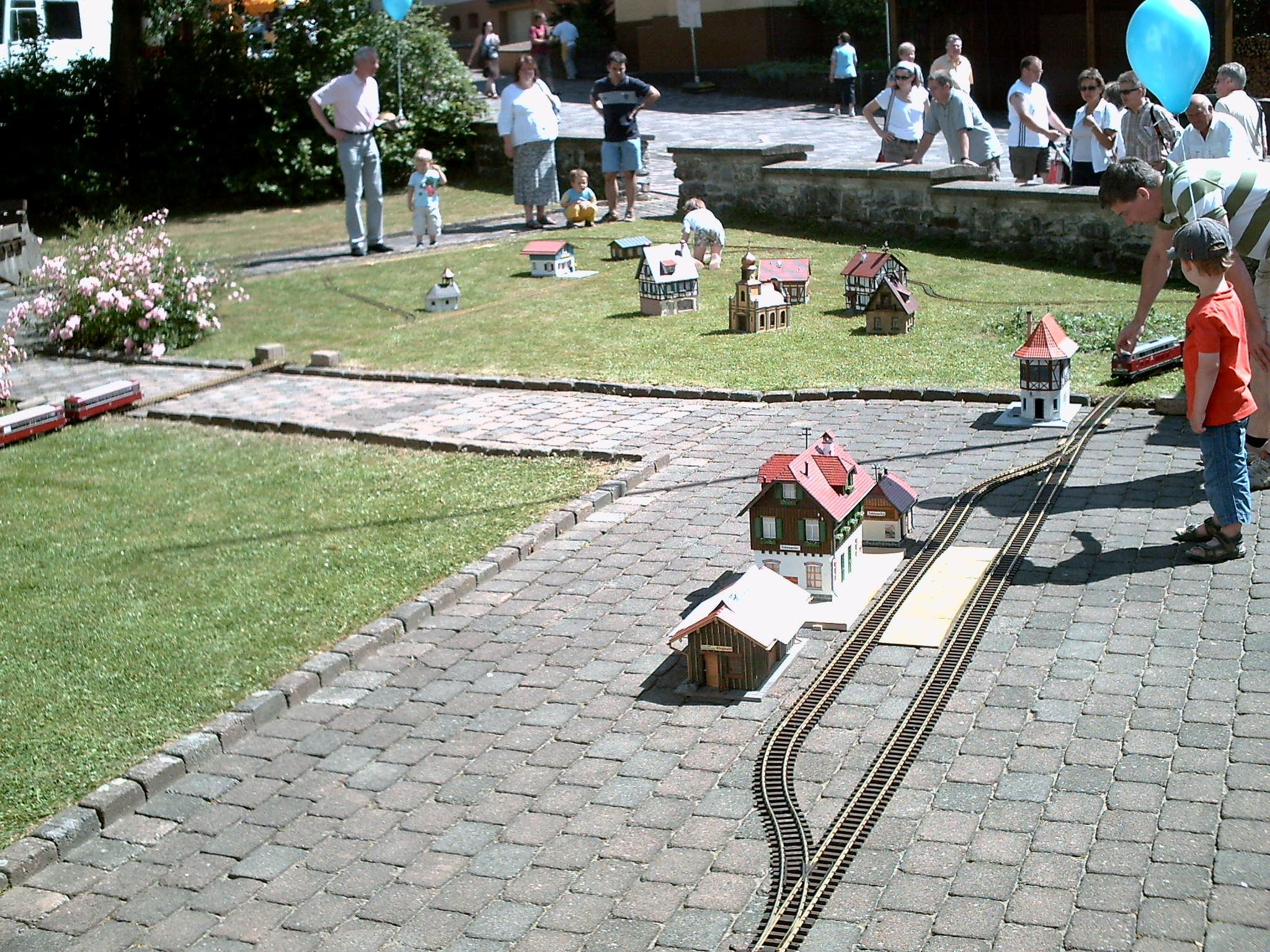
屋外に設置された仮設レイアウト

鉄道模型におけるレイアウトとは、模型列車を走行させるための線路と情景を備えた運転施設を指す。
レイアウトと同種の情景模型としてジオラマがあるが、鉄道模型においては車両の走行が出来るものをレイアウト、車両も情景の一部として固定もしくは静置されたものをジオラマ／シーナリーセクションと呼び区別している。

## 総説
レイアウトの形態は設置場所や鉄道模型の縮尺により様々であるが、ある程度の情景が備わること、模型車両の運転が可能な線路が敷設（固定）されていることなどは共通している。屋内に作られるものと屋外に作られるものに大別される。
屋内に作られるレイアウトはその設置形態や収納方法により「固定式」「移動式」「折りたたみ式」「分割式」など様々な種類があり、中には「組み立て式」のように固定された線路配置は持つものの、固定された情景（シーナリー）を基本的に作らないもの、「集合式」のように「モジュール」と呼ばれる、連結することを前提に統一された規格で作られた部分レイアウトをつなげて任意の大きさ、配置のレイアウトを構成することができるものなど原則から外れるような形態のものもある。
屋外に作られるレイアウトは周囲の風景を借景とする場合も多い。これらも、庭園鉄道とも呼ばれる「常設式」のほか、収納が可能な「分割式」、「可搬式」がある。
メーカー製のレールを直に組み立てたのみ、あるいはその周囲に若干の建物や自動車等を並べたものはレイアウトの定義から外れるが、便宜的に「フロアレイアウト」や「お座敷レイアウト」と呼ばれることもある。
海外では古くから愛好家の手で各家庭やクラブで作られており、ドイツのハンブルクには商業用展示施設として世界最大のレイアウトを持つミニチュアワンダーランドが建設されている。
日本では住宅事情により、OゲージやHOゲージの時代は、組み立て式レイアウトが主流であったが、ライフスタイルの変化から、近年は徐々にGゲージや5インチゲージの庭園鉄道も増えつつある。
　また、ナローゲージやNゲージの普及とともにシーナリー（情景）が作られた本格的なレイアウトの製作も増加した。ナローゲージやNゲージのレイアウトは畳一畳分 (1800×900mm) で十分製作可能であるが、900mm×600mm程度の小型レイアウトよりも更に小さい、パイクとも呼ばれる超小型レイアウトも製作されている。車輛が小型のナローゲージはもとより、近年小型車輛や小半径レールの製品が増加したNゲージでも製作例がふえている。
鉄道模型クラブでは所属する会員が製作した集合式レイアウトを持ち寄り、組み合わせて運転会を開催することも行われる。集合式レイアウトは「モジュールレイアウト」とも呼ばれる。
レイアウトといえば以前は愛好家が自分で製作するのが主流であったが、Nゲージの普及で小スペースでの設置が可能になったこともあり、模型工作をしない一般層にむけて、完成品・半完成状態の製品も販売されるようになっている。
鉄道模型専門店では展示用のレイアウトを持つ店があり、一部では希望する来店者に運転させる場合もある。また、近年では従来の鉄道模型取扱店に加え鉄道をテーマにした飲食店・施設でも有料で各人が持ち込んだ模型車輌を走行させる事が出来る大型の「レンタルレイアウト」を備える所が増加している。
鉄道に関連する博物館でも埼玉県さいたま市の鉄道博物館や群馬県安中市の碓氷峠鉄道文化むらのように大型展示レイアウトを設置しているところがある。

## レイアウトの構造
屋内に作られるレイアウトは、ベースボードともよばれる台枠の上に作られる。固定式レイアウトなどではプランにしたがって専用の台枠を木材を使って製作するが、小型や超小型レイアウトでは市販のレイアウト用ボードや写真用の木製パネル、板状の発泡スチロール、コルクボードなども使用される。この台枠の上に地形を作り、線路を敷設する。地形はプラスターと呼ばれる模型製作用に調整された石膏で作られるが、軽量化のために積み重ねた発泡スチロールを整形して表現する場合もある。台枠の裏側は線路や分岐器の切替え信号、ジオラマ照明の給電用ケーブルが配線される。簡易なものでは各鉄道模型メーカーの市販品や、大型のものではツイストペアケーブルを使い、コネクターで多数のケーブルを効率よく纏める方法もある。
線路や地形の配置（レイアウトプラン）や制作方法については、参考のための書籍も刊行されている。また鉄道模型シミュレーターなどのパソコンソフトを使ってレイアウトプランを印刷する方法もある。建物や草木は市販の製品を利用する場合も多いが、自作する場合もあり、鉄道模型雑誌には制作記事が掲載されている。
屋外に常設される庭園鉄道では、雨水や温度差などの気象条件や、走行する車輛の重量対策などの基礎が重要で、屋内用のレイアウトとは異なった技法が用いられることが多い。

## レイアウトの大きさ
レイアウトの大きさは、走らせる模型車輛の大きさと曲線通過能力に左右される。NゲージやZゲージ、各種ナローゲージでは車輛も小さく、また小半径の曲線を通過できるため16番ゲージやOゲージに比べ小型のレイアウトを作る事が出来る。運転が単調になるため小型のレイアウトといえどもある程度の大きさで作られる事が多いが、模型雑誌には小レイアウトの製作例としてA4サイズのレイアウトが紹介されたこともある。16番ゲージやOゲージで長編成の列車を走らせるような場合は大きなスペースが必要で、愛好者の中にはレイアウト専用の部屋「レイアウトルーム」を持つ人もいる。常設のスペースが確保出来なくとも分割式や集合式で大きなレイアウトを製作する愛好者もいる。博物館のレイアウトは大型のものが多く、リニア・鉄道館のものは200平方メートル以上である。

## レイアウトとシーナリーセクション、ジオラマ
鉄道模型での「情景模型」を指す用語には、「レイアウト」の他に「シーナリーセクション」（Scenery section）という言葉もある。情景が備わり、車両の走行が主目的のものがレイアウトと呼ばれるのに対し、シーナリーセクションは特に車両の走行にとらわれない小規模な情景模型で、「ジオラマ」と呼ばれることもある。車輛も情景の一部として固定もしくは静置されているので走行や集電を考慮する必要が無く、線路そのものにもレール歪みの表現やウェザリングを施したり、線路内に雑草を配置することが可能となる。また、テーマによっては線路すら無い作品も見受けられる。
日本では、プラモデルの分野で「ジオラマ」という言葉が一般的なものとなる以前から、鉄道模型では「レイアウト」や「シーナリーセクション」という言葉が使用されていた。これは、戦後創刊された鉄道趣味専門誌である「鉄道模型趣味」の主筆であった山崎喜陽が、国内に情景模型を普及させるにあたり、アメリカの「モデル・レイルローダー」（Model Railroader）誌の内容を紹介したことが始まりであった。
　一方「ジオラマ」という用語は1970年代にプラモデルの分野でミリタリーものを中心とした情景作りが盛んとなって以降、情景模型を指す言葉として一般化し、現在では鉄道模型においても「レイアウト」と「シーナリーセクション」を「ジオラマ」と呼ぶこともある。また、博物館などでは情景模型全般を「ジオラマ」と呼び、「レイアウト」と「ジオラマ」の使い分けをしない場合が多い。